# Сан Валентино ин Абруцо Читериоре
Сан Валентино ин Абруцо Читериоре (итал. San Valentino in Abruzzo Citeriore) је насеље у Италији у округу Пескара, региону Абруцо.
Према процени из 2011. у насељу је живело 1046 становника. Насеље се налази на надморској висини од 455 м.

## Становништво
Према резултатима пописа становништва 2011. у општини је живело 1.930 становника.
| 1931. | 1936. | 1951. | 1961. | 1971. | 1981. | 1991. | 2001. | 2011. |
| ----- | ----- | ----- | ----- | ----- | ----- | ----- | ----- | ----- |
| 3.176 | 3.358 | 3.598 | 2.749 | 2.077 | 1.852 | 1.911 | 1.959 | 1.930 |